# Ulam-Spirale
In der Mathematik ist die Ulam-Spirale oder Primzahl-Spirale eine einfache Methode, Primzahlen grafisch darzustellen. Sie wurde 1963 von dem polnischen Mathematiker Stanisław Marcin Ulam während eines wissenschaftlichen Vortrags entdeckt, als er aus Langeweile Zahlenreihen auf ein Papier kritzelte. Er begann mit einer „1“ in der Mitte und fuhr dann in Spiralform fort:
Dann kreiste er alle Primzahlen ein und erhielt folgendes Muster:

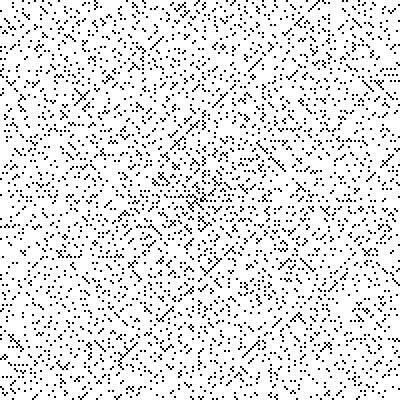
Ulam-Spirale der Größe 200×200 (= bis 40.000)

Ulam-Spirale bis 1 Million

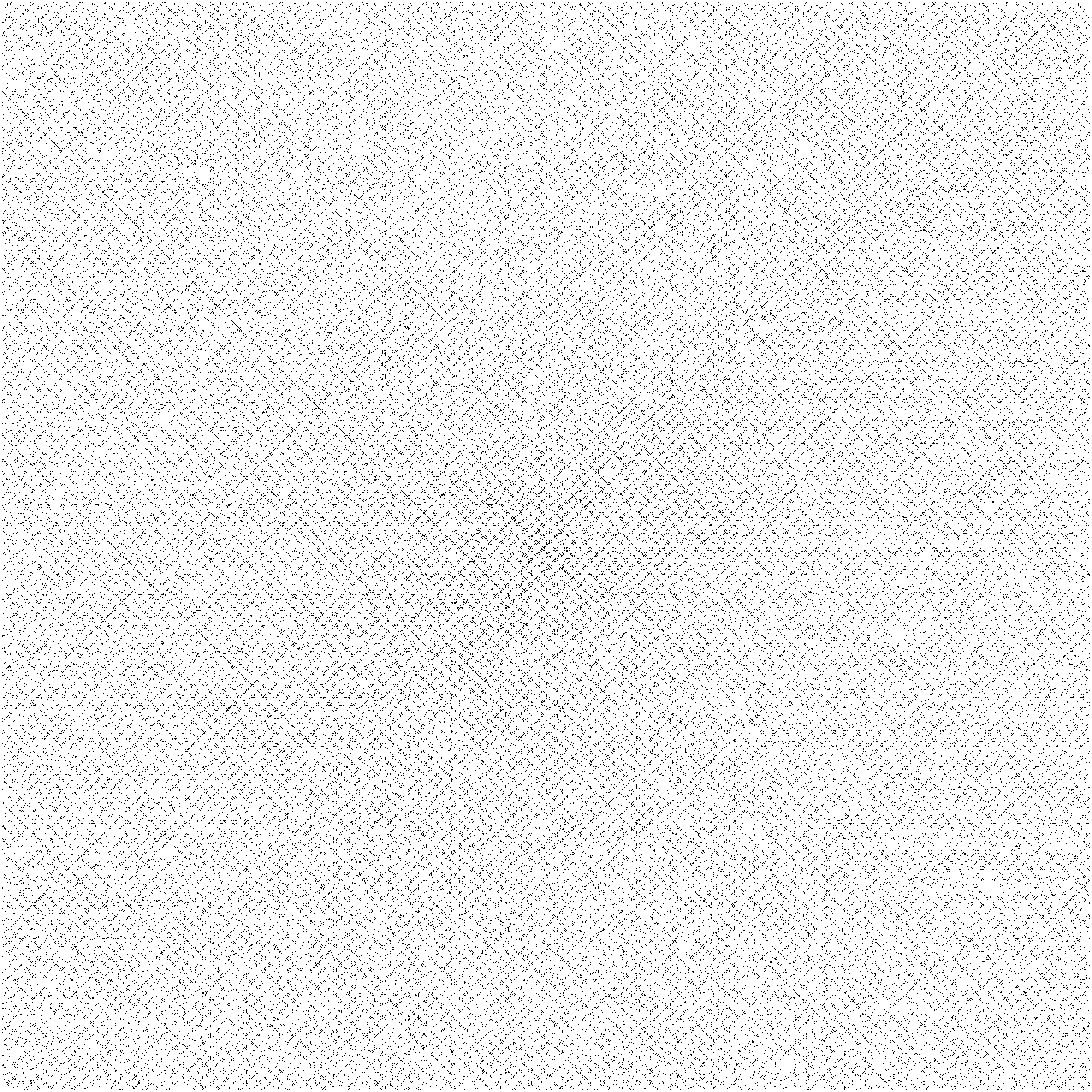
Ulam-Spirale von 1 bis 3.976.036

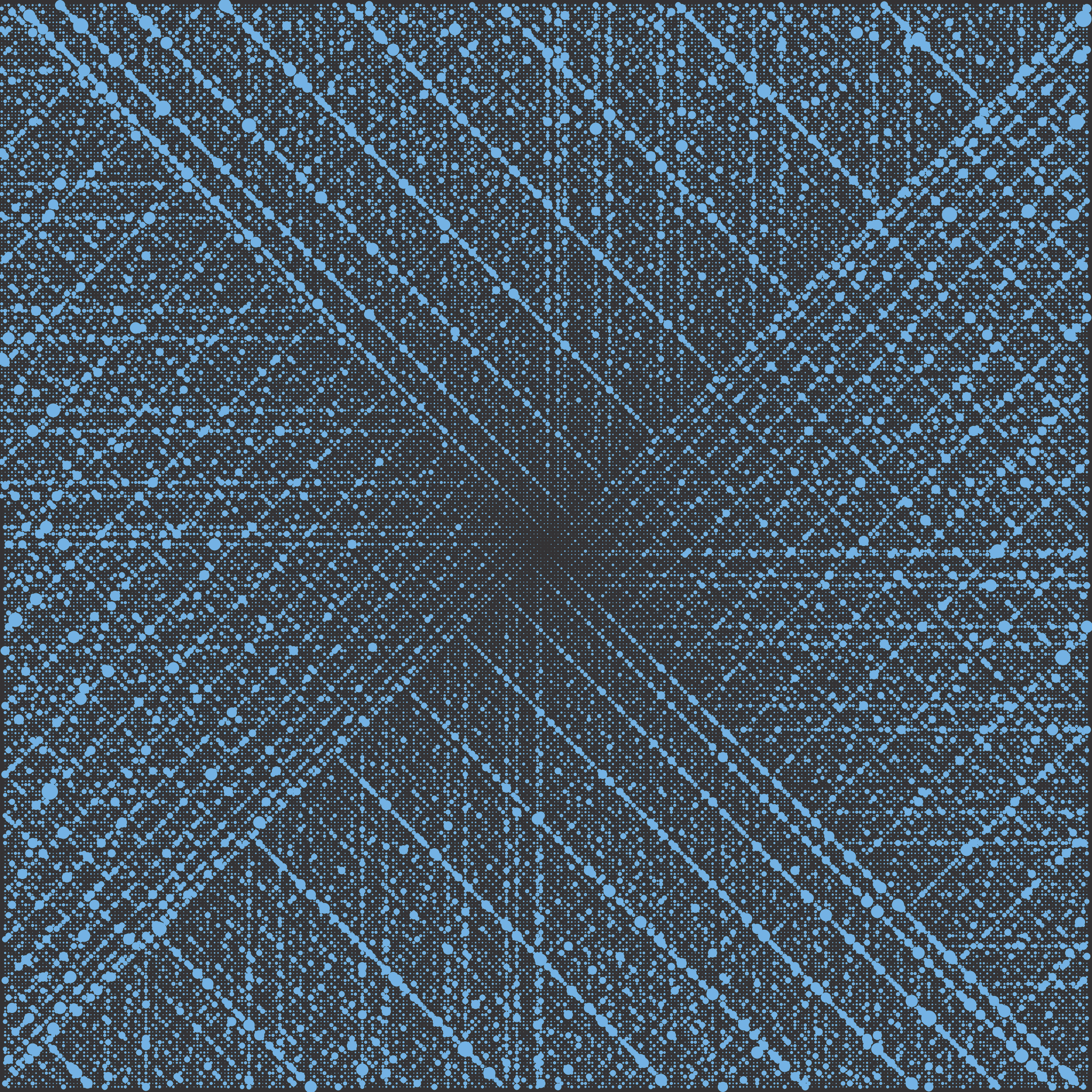
Hier sind alle natürlichen Zahlen bis 100.000 in Spiralform angeordnet, wobei die Punkte umso dicker sind, je mehr Teiler die Zahl hat

Zu seiner Überraschung befanden sich erstaunlich viele Primzahlen auf diagonalen Geraden, wie die hier dargestellten Grafiken zeigen. Dieses sind Ulam-Spiralen, wobei die Primzahlen durch schwarze Punkte markiert sind. Die Diagonallinien sind deutlich sichtbar. Bei ausreichend großer Entfernung vom Mittelpunkt kann man auch horizontale und vertikale Linien entdecken.
Es scheint, als würden die Diagonallinien immer auftauchen, unabhängig von der Größe der Spirale. Dies scheint auch dann der Fall zu sein, wenn die Anfangszahl sehr viel größer als 1 ist. Daraus folgt, dass es viele Tupel {\displaystyle (a,b,c)} von ganzen Zahlen gibt, mit denen die Funktion
{\displaystyle f(n)=a\,n^{2}+b\,n+c\,} mit {\displaystyle n\in \mathbb {Z} }
deutlich mehr Primzahlen ergibt, als bei zufälliger Wahl von Zahlen der gleichen Größenordnung zu erwarten wäre.
Den Primzahlforschern waren diese Zahlen schon lange geläufig. Im 18. Jahrhundert hatte der Schweizer Mathematiker Leonhard Euler die Formel {\displaystyle n^{2}+n+17} entdeckt, die für aufeinanderfolgende Werte {\displaystyle n} von 0 bis 15 jeweils Primzahlen ergab. Tatsächlich sind diese 16 Zahlen diejenigen, die auch in Ulams Schema auf der Hauptdiagonale erscheinen: 17, 19, 23, 29, 37, 47, 59, 73, 89, 107, 127, 149, 173, 199, 227 und 257. Später fand Euler eine weitere Formel, die für {\displaystyle n} von 0 bis 40 ausschließlich Primzahlen ergab: {\displaystyle n^{2}-n+41}. Durch Nachrechnen am Computer zeigte sich, dass diese zweite Eulersche Formel erstaunlich gut war, da sie für {\displaystyle n} bis 10.000.000 in 22,08 % der Fälle Primzahlen ergibt. Ulam fand weitere Formeln, deren Prozentzahlen bei der Generierung von Primzahlen fast ebenso gut waren wie die der Eulerformel. Auch bessere Formeln existieren, etwa {\displaystyle 2n^{2}+796n-79003}. Das Muster der Ulam-Spirale kann bis heute nicht vollständig erklärt werden.
Im März 1964 wurde die Ulam-Spirale auf dem Titelblatt der Zeitschrift Scientific American abgebildet.